# Basilique de la Transfiguration
Pour les articles homonymes, voir Église de la Transfiguration.
La basilique de la Transfiguration est une basilique franciscaine sur le Mont Thabor en Terre sainte (dans la partie appartenant à l'État d'Israël) en Galilée. Elle se trouve à l'endroit où la tradition chrétienne situe l'événement de la Transfiguration du Christ aux côtés de Moïse et du prophète Élie, au bénéfice de Pierre, Jacques et Jean.

## Histoire
L'église a été construite par les franciscains en 1924, pendant le mandat britannique, avec un couvent attenant. Elle se trouve sur les ruines d'une église chrétienne primitive construite entre le IVe siècle et le VIe siècle, ainsi que sur celles d'une église abbatiale construite par les croisés au XIIe siècle. Ces ruines ont été découvertes pendant la construction du nouvel édifice. La basilique surplombe le mont et domine un vaste panorama. Une église grecque-orthodoxe se trouve à proximité et est dédiée au même événement évangélique.

## Architecture
Les travaux ont été confiés par les pères franciscains à l'architecte italien Antonio Barluzzi. L'église est en style romano-syriaque en cours du IVe siècle jusqu'à l'invasion arabe. La façade est flanquée de deux tours jumelles reliées entre elles par un grand arc appuyé sur des piliers.
La basilique a trois nefs. Dans l'abside que l'on voit au-dessus du maître-autel, une immense mosaïque dorée représente la Transfiguration du Seigneur. La crypte renferme nombre d'éléments architecturaux datant de la période byzantine et de l'époque croisée.
Bien que l'église soit affectée au culte catholique, beaucoup de pèlerins orthodoxes viennent aussi s'y recueillir.

## Galerie

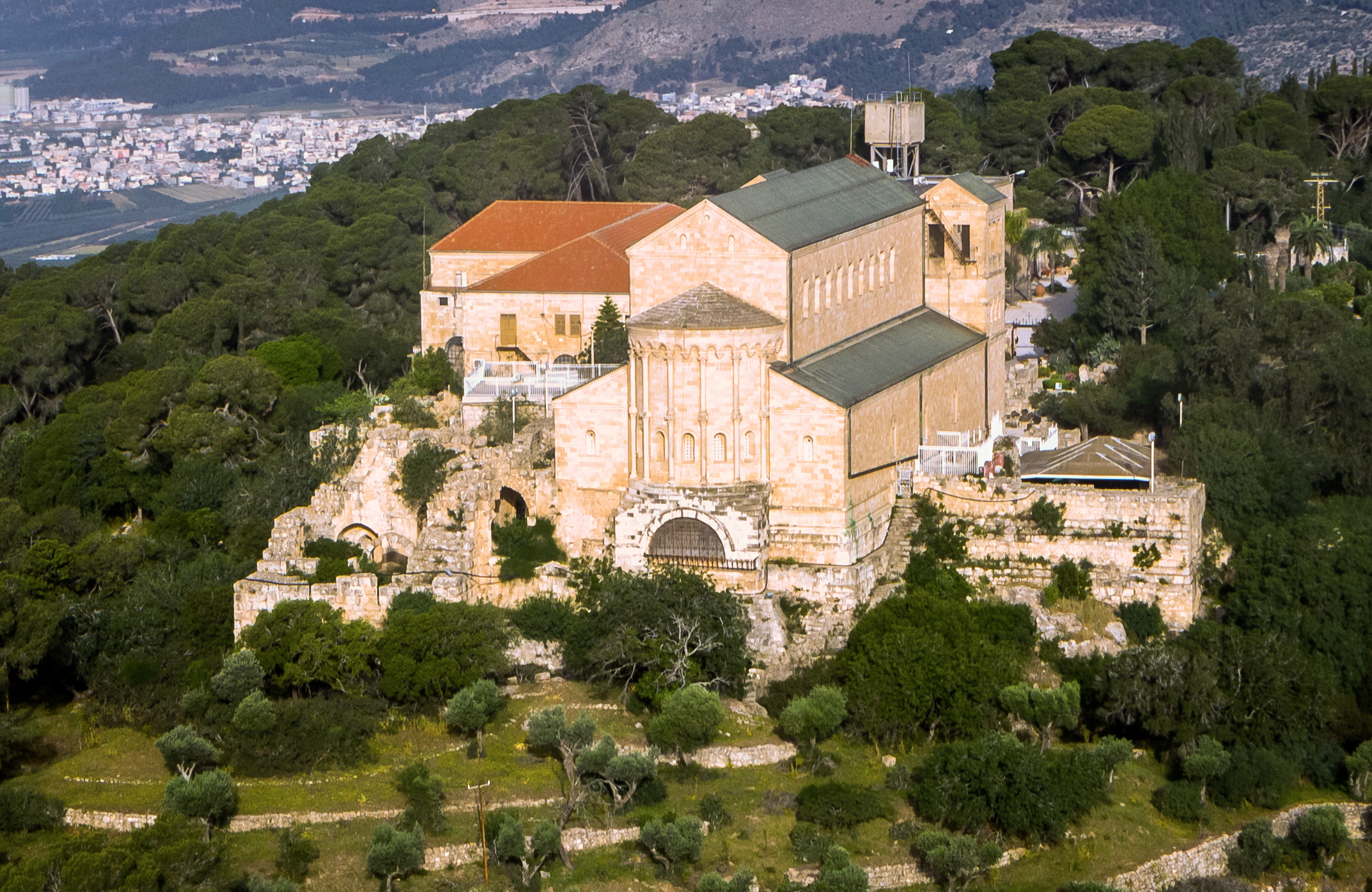
Vue aérienne
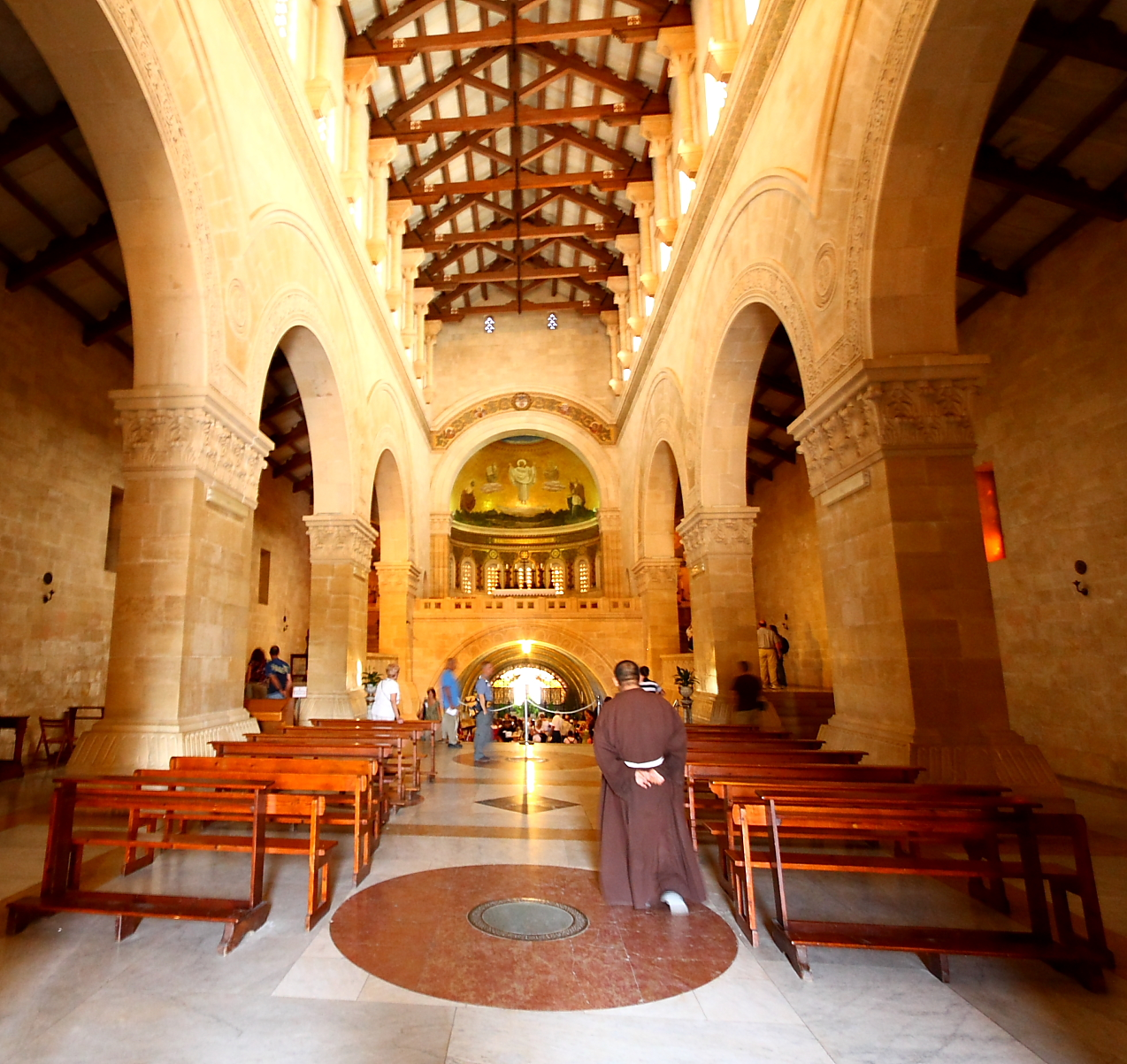
Intérieur de la basilique
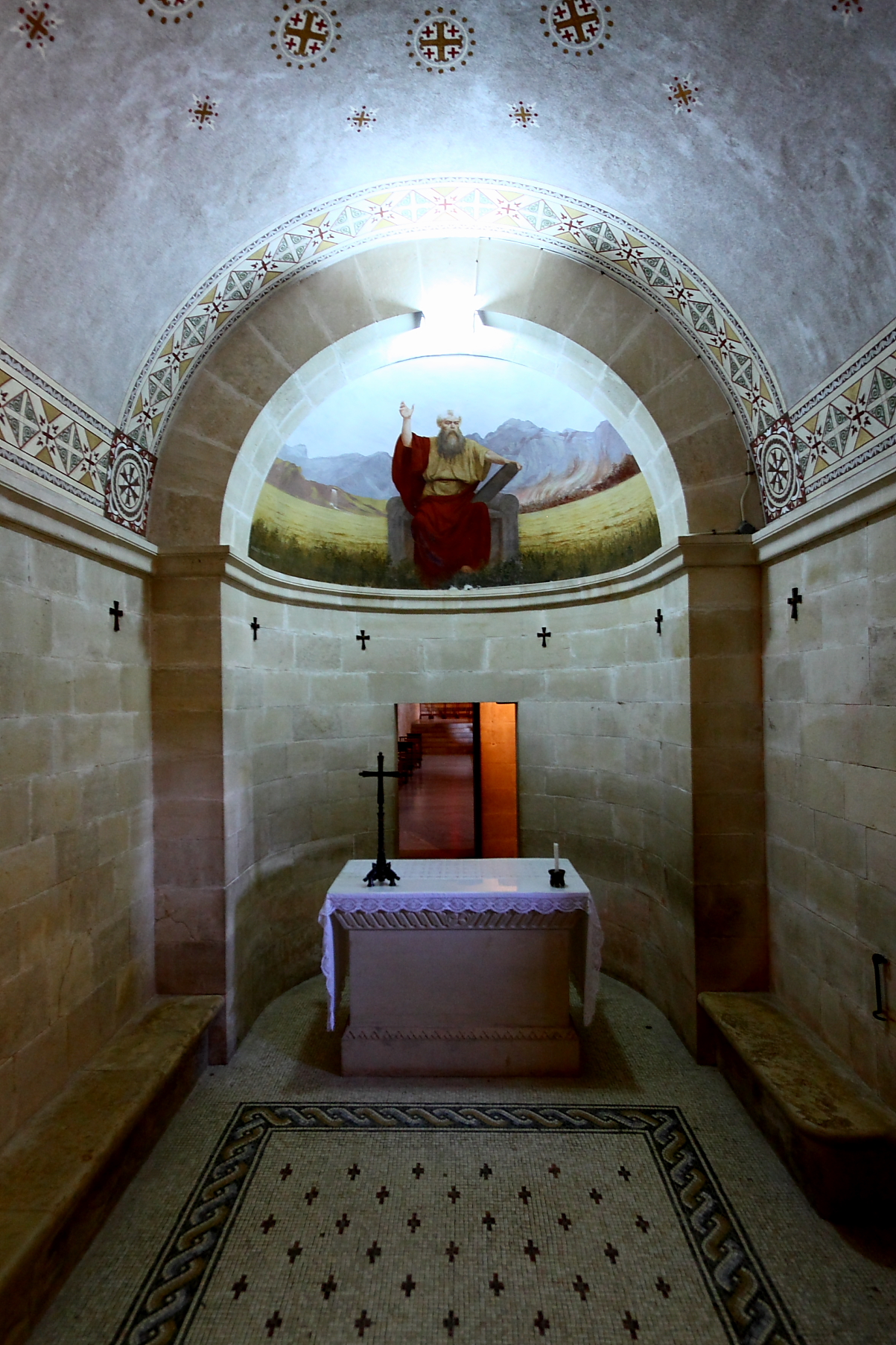
Chapelle en l'honneur de Moïse
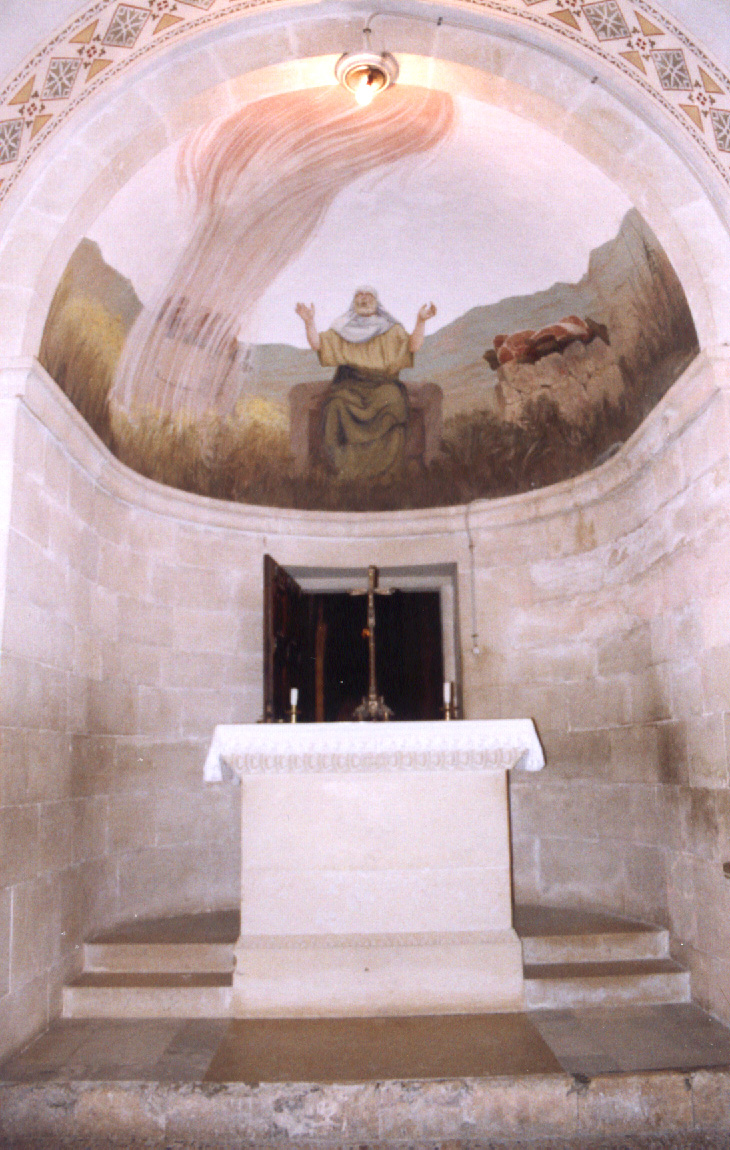
Chapelle Saint-Élie
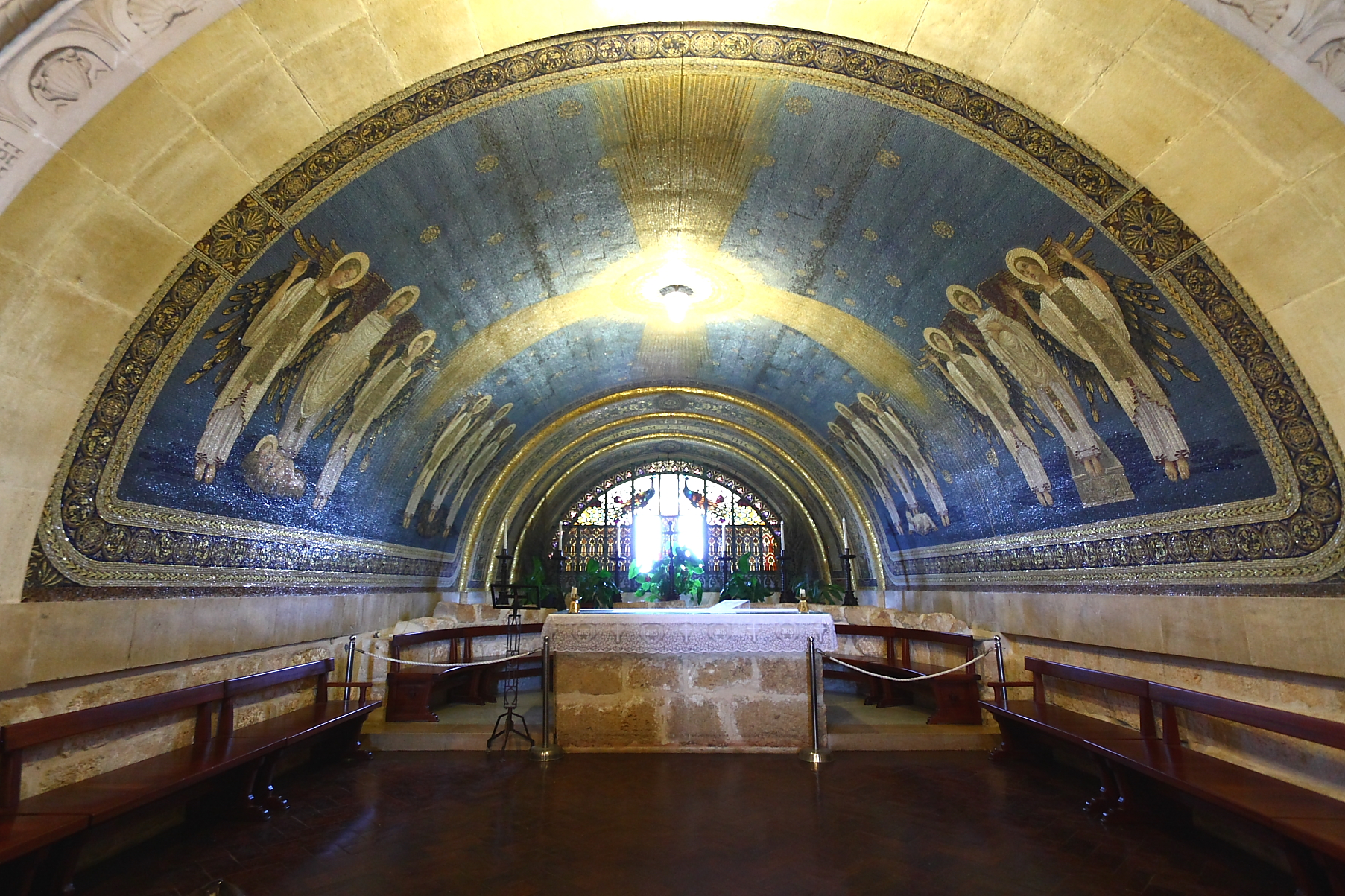
La crypte
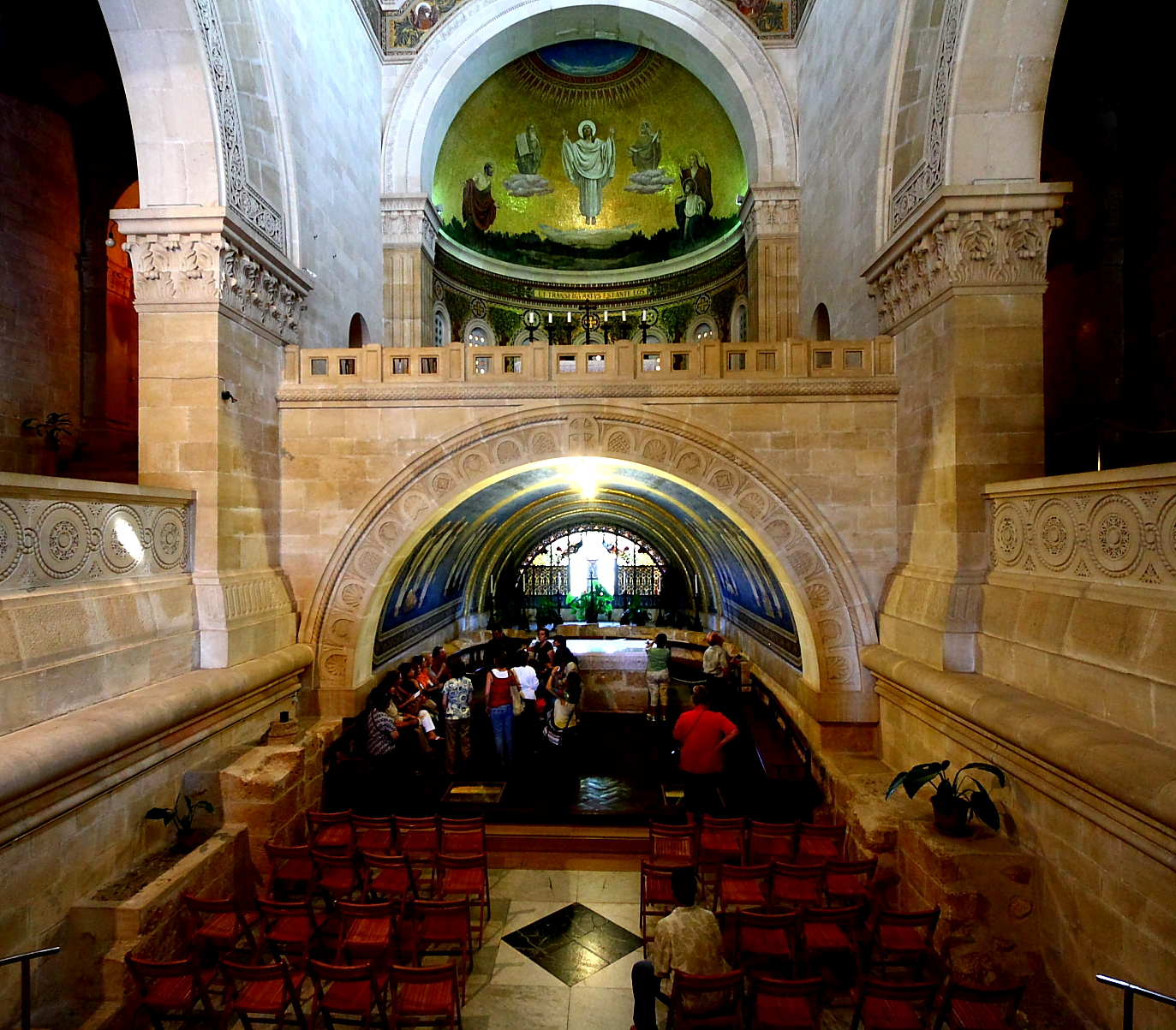
Vue de la crypte